# Edisto-Gletscherzunge
Die Edisto-Gletscherzunge ist eine Gletscherzunge am Nordwestrand der Bunger Hills im ostantarktischen Wilkesland. Sie nimmt den südwestlichen Teil des Edisto-Kanals im Highjump-Archipel ein. Die Gletscherzunge ist eine gemeinsame seewärtige Verlängerung des Apfel-Gletschers und des Scott-Gletschers.
Kartiert wurde sie anhand von Luftaufnahmen, die bei der Operation Highjump (1946–1947) entstanden. Das Advisory Committee on Antarctic Names benannte sie 1955 gemeinsam mit dem gleichnamigen Kanal nach der USCGC Edisto, einem der Schiffe der Operation Highjump.